# Steve Rexe
Stephen Glen Rexe (Peterborough, 26 febbraio 1947 – Belleville, 12 novembre 2013) è stato un hockeista su ghiaccio canadese.

## Carriera
Rexe giocò a livello giovanile con i Peterborough Petes, formazione della propria città natale. In occasione dell'NHL Amateur Draft 1967 fu scelto in seconda posizione assoluta dai Pittsburgh Penguins, franchigia nata quell'anno dopo la fine dell'era delle Original Six, rendendolo di fatto il primo giocatore mai scelto nella storia della franchigia.
Nonostante una generosa offerta di denaro da parte del general manager della squadra Rexe rinunciò alla National Hockey League per entrare a far parte della nazionale canadese, impegnata nella preparazione alle Olimpiadi e ai campionati del mondo. Rexe disputò diverse amichevoli con il Team Canada sebbene non fosse la prima scelta come portiere. Nel 1969 Rexe fece il proprio esordio ufficiale disputando una partita, mentre il Canada concluse quel mondiale al quarto posto.
Conclusa l'esperienza con la nazionale Rexe giocò per alcuni anni nella lega senior dell'Ontario fino al 1972, anno in cui venne messo sotto contratto nell'organizzazione dei Los Angeles Sharks, franchigia della World Hockey Association; quell'anno tuttavia giocò solo in Eastern Hockey League con i Greensboro Generals. Dopo un anno passò all'altra squadra della metropoli, i Los Angeles Kings della NHL, per poi essere mandato al farm team di Springfield in American Hockey League.
Rexe con gli Indians vinse il titolo della Calder Cup nella stagione 1974-1975. Proseguì la propria carriera per altre due stagioni fino al ritiro avvenuto nel 1977. Una volta ritiratosi si trasferì a Belleville, dove rimase attivo nella promozione dell'hockey; morì a 66 anni di età nel novembre del 2013.

## Palmarès

### Club
- Calder Cup: 1

Springfield: 1974-1975